# Kedemangan
Kedemangan is een bestuurslaag in het regentschap Muaro Jambi van de provincie Jambi, Indonesië. Kedemangan telt 2386 inwoners (volkstelling 2010).